# Kevin Ratcliffe
Kevin Ratcliffe (Mancot, 12 novembre 1960) è un ex calciatore, allenatore di calcio e critico televisivo gallese.

## Palmarès

### Club

#### Competizioni nazionali
- Campionato inglese: 2

Everton: 1984-1985, 1986-1987
- Coppa d'Inghilterra: 1

Everton: 1983-1984
- Coppa del Galles: 1

Cardiff City: 1992-1993
- Charity Shield: 4

Everton: 1984, 1985, 1986, 1987

#### Competizioni internazionali
- Coppa delle Coppe: 1

Everton: 1984-1985